# Île Zhongtun
L'île Zhongtun (Chinois:中屯島; pinyin: Zhōngtún dǎo) est une petite île du sud-ouest de Taïwan, appartenant au canton de Baisha dans le comté de Penghu. Avec une circonférence d'environ 5,2 km, elle est la onzième plus grande île de l' archipel des Pescadores, située entre l'île Penghu et l' île Baisha. Elle ressemble à un monticule de terre, d'où son ancien nom "Zhongdun". Au cours de la periode de domination japonaise de Taïwan, une communauté fut créée. Mais après la prise de contrôle de Taïwan par les troupes du Kuomintang, la communauté a été rebaptisée Zhongtun qui est devenue ensuite un village,,.